# Brachyotum johannes-julii
Brachyotum johannes-julii là một loài thực vật thuộc họ Melastomataceae. Đây là loài đặc hữu của Ecuador. Môi trường sống tự nhiên của chúng là vùng núi ẩm nhiệt đới hoặc cận nhiệt đới và vùng cây bụi nhiệt đới hoặc cận nhiệt đới vùng đất cao.